# Grupa z San Ildefonso
Grupa z San Ildefonso – starożytna rzymska rzeźba marmurowa, przedstawiająca dwóch nagich młodzieńców. Obecnie znajduje się w zbiorach Muzeum Prado w Madrycie.
Datowana na koniec I wieku p.n.e. rzeźba ma 1,58 m wysokości. Utrzymana jest w klasycznym stylu nawiązującym do twórczości Praksytelesa. Przedstawia dwóch nagich młodych mężczyzn z głowami ozdobionymi girlandami. Postaci stoją przed ołtarzem, na którym mężczyzna stojący po prawej rozpala pochodnią ogień. Z tyłu za młodzieńcami, po prawej stronie, znajduje się figura przedstawiająca postać kobiecą. Wśród badaczy nie ma jednomyślności co do tego, kogo przedstawia rzeźba. Winckelmann dopatrywał się w mężczyznach Orestesa i Pyladesa, podczas gdy dla Caylusa i Perriera byli to Publiusz Decjusz z synem składający ofiarę przed bitwą (epizod z Liwiusza 8.9). Według innych hipotez rzeźba przedstawia Kastora i Polluksa lub Hypnosa i Tanatosa.
Rzeźba została odkopana na początku lat 20. XVII wieku w Ogrodach Salustiuszowych na wzgórzu Pincio w Rzymie, skąd trafiła do zbiorów rodziny Ludovisi. W późniejszych latach wielokrotnie zmieniała właścicieli, należała kolejno do kardynała Camillo Massimiego, królowej szwedzkiej Krystyny, kardynała Azzoliniego i rodziny Odescalchi, ostatecznie w 1724 roku została nabyta przez króla Hiszpanii Filipa V. W 1839 roku została włączona do zbiorów Muzeum Prado. Grupa z San Ildefonso była podziwiana przez krytyków jako wybitny przykład rzeźby antycznej i doczekała się licznych kopii, wykonanych m.in. na osobiste zlecenie Ludwika XIV i Goethego.